# Президентские выборы в Гамбии (2011)
Президентские выборы в Гамбии проходили 24 ноября 2011 года. Президент Яйя Джамме, находившийся у власти после государственного переворота 1994 года, вновь баллотировался в президенты. Ему противостояли кандидат от Объединённой демократической партии Усэйну Дарбое и кандидат от Национального альянса за демократию и развитие Хамат Бах.
Яйя Джамме был вновь избран президентом с большим преимуществом, набрав 72 % голосов, при явке избирателей 83 %.

## Результаты
| Кандидат                         | Партия                                              | Голоса  | %     |
| -------------------------------- | --------------------------------------------------- | ------- | ----- |
| Яйя Джамме                       | Альянс за патриотическую переориентацию и созидание | 470 550 | 71,54 |
| Усэйну Дарбое                    | Объединённая демократическая партия                 | 114 177 | 17,36 |
| Хамат Бах                        | Национальный альянс за демократию и развитие        | 73 060  | 11,11 |
| Всего (явка 83%)                 | Всего (явка 83%)                                    | 657 787 | 100   |
| Источник: Избирательная комиссия |                                                     |         |       |